# 波雅·漢考克
波雅·漢考克是日本動漫作品《ONE PIECE》裡的其中一個角色。是亞馬遜百合的皇帝和九蛇海賊團的船長，前任「王下七武海」之一，當中唯一的女性成員。

## 角色設計
波雅（ボア）意為蚺蛇（boa），是一種無毒的大型蛇類。漢考克則取自「橡膠工業之父」湯瑪斯·漢考克（Thomas Hancock）。
在草帽一夥還沒進入偉大航道時，作者尾田榮一郎在1999年的《少年JUMP》第37、38期合刊封面畫了4個偉大航道篇可能會出場的角色背影，其中一位就是漢考克的原型。而漢考克於2008年連載的海賊王第516話《海賊女帝波雅·漢考克》才正式登場，間隔將近9年之久。最初設定時的漢考克臉上有蛇刺青，稱號為「妖妃」，後來更改成接近現在的設定，表情和言行舉止都還遺留著妖豔的氛圍。
作者尾田榮一郎表示，因為漢考克設定為世界第一美人，所以畫起來比一般角色還複雜，特別是強調光澤的一頭秀麗黑長髮畫的最久。本來漢考克不是在頂上戰爭前出現，因為作者擔心影響到自己小孩，故讓她提早登場，但孩子長大後卻帶著漢考克的模型出去。

## 人物
波雅·漢考克外貌特色是姬髮式的黑色長髮、深藍色的雙眼、高挑身材和J罩杯的巨乳，佩戴蛇型耳環，經常身穿九蛇民族的花紋長裙配戴披風，寵物是條名叫薩洛梅的蟒蛇。習慣以「妾身」（わらわ）自稱，口頭禪「是的，因為妾身太美了」。
外號「海賊女帝」，因為不易受週遭事物所影響又有「不動的女帝」的稱號。九蛇的人民尊稱她為「蛇姬」大人。世界公認的第一美人，唯有人魚公主白星能與其媲美，其魅力不分男女老幼都拜倒在她的石榴裙下，非常擅長運用美貌使人唯命是從，屬下也被迷得神魂顛倒，不管做什麼都會被原諒。漢考克以女性戰鬥民族「九蛇」的血統與「霸王色」霸氣，擁有這兩種與美貌匹敵的強大實力。身手非常矯健且擅長腿技，她的實力備受時任元帥戰國的認可。
女帝每次遠征會搶奪大量財寶及石化大量海賊；她常常發動無差別攻擊，海軍視被石化的海兵只是冰山一角，而放任女帝的所作所為。另外，波雅·漢考克在第一部劇情的年齡為29歲，為長期以來最年輕及唯一的女性七武海成員。
漢考克平時性格高傲自負，鄙視他人過頭，會仰首插腰指著對方，就連待在她行經路上的小動物，也被她直接用腳踢開。她對感情相當直率，面對路飞會直接說中意對方。戀上魯夫後，更常顯現柔性姿態，對路飞一往情深且無限付出，常幻想與路飞結婚。

## 能力

### 惡魔果實
漢考克為超人系「迷戀果實」（メロメロの実）的能力者。能夠射出粉紅色的光線或是心型物質石化目標。能力者在使用能力時必須要讓身體擺出一些特別的動作才能發射出光線或是粉紅色的心型物質，例如讓雙手擺出愛心的姿勢的「迷戀甘風」以及輕點嘴唇發出飛吻的「手槍之吻」和大範圍的「虜之箭」。能力甚至能將碰到的對手石化，再用強力腿技踢碎敵人，例如「芳香腳」。
順帶一提，由於漢考克發出的粉紅色光線跟「遲緩果實」所發出的桃紅色「遲緩光線」非常類似，因此還曾經一度被魯夫認錯。
能力者能夠自由控制粉紅色射線以及心型物質所發射出去的範圍大小，可以一次石化整艘船上的人，也能夠集中威力射擊一人。
除此之外，能力者的美色和姿態也會影響能力的發動，敵人越被能力者的美貌打動，影響注意力以及感官力，產生的石化威力便會越佳。
但一般的石化能力對於不好美色之人或臉盲（例如魯夫）、注意力不在自己身上的人無效（海軍中將飛鼠曾以小刀刺傷自己的手，讓痛覺覆蓋住對於美色的注意力才能避免中招）；另外，盲人的眼睛看不見，所以不會被石化（海賊王特別篇3D X 2Y）。雖然以上的三種對手能夠讓迷戀果實的一般石化能力無效，但仍可以讓其進行「強制石化」或是「部分石化」，強制石化所能夠生效的目標包括了人類以及其他具有生命的物質，以及無生命的物質（例如石頭、砲彈或是機械）。
被石化的目標其外表顏色會變成猶如石頭般的闇灰色，且在石化的狀態內會暫時性失去知覺，但不影響其生命機能。
而且只有迷戀果實能力者能夠讓被石化的對手恢復原狀，解除石化的方式為迷戀果實的能力者向被石化的目標吹出自己的飛吻心型物質。如果被石化的目標處於「石化」的期間不受到任何損傷（一旦石化的身體碎裂該生物即會死亡），在石化狀態解除後，被石化的目標身體便不會有任何損傷，但會失去在石化期間的所有記憶，只有施術者本人能夠解除石化，施術者死亡、昏迷，皆不會解除石化，而下一任迷戀果實持有者，也無法解除上一任持有者造成的石化。

### 霸氣
此外，漢考克能夠運用見聞色霸氣、武裝色霸氣、霸王色霸氣，為劇中唯三能使用霸王色霸氣的女性，另兩名為四皇「BIG MOM」夏洛特·莉莉及四皇海道之女大和。若將芳香腳附著武裝色成「大芳香腳」，將擁有非常驚人破壞力。

### 招式
- 迷戀甘風

雙手擺出愛心的姿勢所放出的桃紅色心型光波；被這個光波擊中的人，若因能力者的美色感到心動，便會瞬間被石化。
- 手槍之吻

將手指輕觸自己嘴唇，能將吻從嘴上取出成具現化的心型子彈，並沾附在手指上，以手指槍的方式進行射擊。
- 虜之箭

將手指輕觸自己嘴唇，能將吻從嘴上取出成具現化的巨大心型泡沫，並沾附在手指上，以拉弓姿勢將心型泡沫向後拉開，鬆手釋放後心型泡沫破裂成數個箭矢，箭矢擊中的物質（如石頭、砲彈等）或者人會完全石化，不需要對能力者的美色感到心動。
- 芳香腳

能在踢中的瞬間將對手的部分身體石化並且粉碎，和「虜之箭」一樣對物質有效果。

## 劇中表現
前傳第零話中，24年前的漢考克與兩位妹妹曾經短暫出場。當時年幼的漢考克認為在人人都可以成為海賊的「大海賊時代」，不變成更強的戰士的話，是進不了九蛇海賊團的。
12歲的時候漢考克和兩個妹妹桑塔索妮雅、瑪莉哥德被人口販子從九蛇海賊團綁架，當作奴隸賣給世界貴族天龍人，自此以後背部被烙下奴隸的印記，在淪為奴隸的期間，漢考克因為天龍人的一時興起而被迫吃下惡魔果實，成為「迷戀果實」能力者。4年後一位名叫費雪·泰格的魚人冒險家徒手攀登上紅土大陸，為了解放被當作奴隸而慘遭虐待的魚人們，來到天龍人的住地聖地·馬力喬亞，然而他不顧任何種族的隔閡，解放了所有奴隸，當時漢考克三姊妹就是被他拯救的奴隸之一。對於漢考克來說，費雪·泰格就如她們三姊妹的恩人。
之後九蛇島亞馬遜百合前女皇嘉蘭百合協助漢考克三姊妹回國，並將三姊妹視如己出，當時席爾巴斯·雷利與夏克雅克也曾參與了漢考克三姐妹的救援行動。她於13年前（當時18歲）僅僅一場遠征中，以年紀輕輕被懸賞8,000萬貝里，再加上九蛇歷代的海賊團都惡名昭彰、唯恐天下，漢考克還沒加入王下七武海之前，九蛇的壞名聲早已如雷貫耳，所以世界政府馬上就提防她，並提議徵召她成為「王下七武海」，在其加入後使九蛇的名聲及威懾力更為恐怖，多半海賊及商人都會被嚇得不寒而慄。由於長久以來被天龍人支配，漢考克為飾掩自己的過去，女帝把自己的心冰封，以冷傲的姿態面對別人並時時放出輕微的霸王色霸氣，讓人不敢接近，以保護自己。

### 第一部
在漫畫516話初登場時便以冷傲的姿態向海軍中將飛鼠表態「既不想被剝奪七武海名號，又討厭世界政府不想聽令」，隨後將海軍軍艦上的所有士兵石化（只有飛鼠利用小刀刺傷自己的手以集中注意力而避免中招），還掠奪了軍艦上的貨物。當她回到亞馬遜百合的九蛇宮殿的時候，見到金雀花將孩童們特地依照她的形象、所塑造的人形雕偶帶進宮殿，在收到瞬間露出一絲暖笑，但隨即收起情感回復讓人難以接近的姿態，形成一抺讓人心寒的冷笑，一手將雕像推倒在地上以至粉碎，並且在嘉蘭百合勸諫她參與海軍徵招令時，以「即使造成國家滅亡，也會得到大家的原諒，因為妾身美若天仙」為由，將後者直接拋出窗外，同時也是因為女帝的恐懼（想起過往的痛苦陰影），再也不想給任何人支配。
當漢考克在宮殿入浴時，魯夫為了逃避護國戰士們的追趕，不慎踏破屋簷瓦片，墜落在浴池當中，並且見到她背上的印記。由於亞馬遜百合的男人禁令與漢考克三姊妹對印記的忌諱，她們將魯夫帶到決鬥場執行「武武」極刑。魯夫先是戰勝了處刑黑豹，隨後3位護國戰士雛菊、雅菲蘭朵拉、香豌豆為了幫魯夫辯護，遭到漢考克石化，魯夫在震驚之虞，與漢考克的兩位妹妹展開決鬥並取得勝利。其中漢考克的妹妹波雅·桑塔索妮雅落敗後懸掛在決鬥場邊緣，由於戰鬥中被小妹波雅·瑪莉哥德身上的火炎波及，使她衣服被燒毀之虞差點露出了印記，魯夫卻在此刻攀爬到她背上，以身軀掩蓋印記，此舉讓漢考克與九蛇島人民對魯夫徹底改觀。事後漢考克在魯夫的求情下，解除了3位護國戰士的石化。
漢考克將魯夫帶往自己寢宮，說出自身最大秘密（就是曾在一次冒險的最後，和另外兩個妹妹打倒了中樞之海的怪物「蛇髮魔女」，但三人也因此受到詛咒，背上長出了巨大的眼睛，一旦脫下衣服露出眼睛，附近的人都會被石化，所以在漢考克洗澡的兩個時辰之內都會擺下護陣，任何人禁止入城，實際上這只是為了掩飾背後奴隸烙印的說詞）。並且在召見魯夫同時坦言三姊妹的過去，魯夫誠懇的心打動了漢考克，她也在此時戀上魯夫，魯夫也因此得以接受九蛇島人民的款待。她因為戀上魯夫而得了相思病，在魯夫的懇求下答應協助魯夫，同時也和海軍要求必須先前往海底監獄「推進城」，才肯接受海軍對七武海的召集。
隨後她帶著魯夫藏在她的大衣內，偷偷地乘上了飛鼠的海軍軍艦前往海底監獄「推進城」拯救被囚禁的「火拳」艾斯。在接受「推進城」副看守所長托米諾檢查時發動果實能力，讓魯夫趁機進入LEVEL 1「紅蓮地獄」（動畫版搭乘推進城電梯時，還曾經因故動手教訓時任副署長般若拔），後來到達艾斯被監禁的樓層，向他傳達魯夫即將到來的消息，之後便搭乘軍艦前往海軍總部「馬林福特」，並在艾斯處刑現場與其他五位七武海協同海軍以三位上將為首的所有戰力與白鬍子海賊團開戰，但卻對戰場上的所有男人不分敵我一視同仁的全部視為敵人，並還特地提到「那個人」（魯夫）除外。在魯夫遭「白獵人」斯摩格攻擊之際使出了武裝色霸氣出腳相救。甚至偷偷地將艾斯的手銬鑰匙交與魯夫，魯夫感激得擁抱她，使她因為開心而全身癱軟，被海軍誤以為是被魯夫以「折腰」擊倒了她。之後持續阻止斯摩格，讓魯夫前往處刑台，並且攔在和平主義者面前援護魯夫，一腳踢碎和平主義者。
在魯夫被「死亡外科醫師」托拉法爾加·羅帶離現場後，使用迷戀果實的能力擄獲一艘海軍艦，將艦上海兵全數變成石像，並命令所飼養的蟒蛇薩洛梅追蹤潛水艇追上羅等人，並將魯夫帶回亞馬遜百合療養。魯夫昏迷的兩星期間，漢考克顯得十分焦急，甚至沒吃過任何東西；得知魯夫甦醒時，她竟不理會眾人制止，直命下人準備食物讓她親自送過去。結果意外的和當年的救命恩人「冥王」席爾巴斯·雷利再次相會。得知魯夫必須在露斯卡伊那島展開修練時，漢考克本希望每天親自替魯夫送飯菜，但雷利認為太過安逸的環境會讓魯夫無法成長，因而回拒她的請求。漢考克一開始對於雷利設下的條件感到相當不滿，但後來得知雷利是為了幫助魯夫成長時，她告訴雷利她會為了體諒魯夫，願意在魯夫修行的這段期間內忍耐。

### 第二部
兩年後的漢考克依然迷戀著魯夫，她跟著雛菊、桑塔索妮雅、瑪莉哥德以及嘉蘭百合替魯夫送行，還趁魯夫離開以前提供大量的食物和好幾年份的日常用品，讓魯夫可以在旅途中享用，並希望自己能成為理想中的好妻子。魯夫雖然很感激漢考克為他準備食物，但對於要結婚一事則是明確的拒絕了（雖說如此但她依然深愛著魯夫，而且也沒打消結婚的念頭）。之後漢考克告訴魯夫，由於草帽海賊團在這兩年之間消聲匿跡的緣故，因此大多數的人都認為魯夫已經死了。於是她特別為魯夫準備一件毛皮斗篷與假鼻子，還提醒魯夫千萬不能引發騷動，否則將會無法出航（動畫版漢考克為了避免外人對她和魯夫之間的關聯產生質疑，與九蛇海賊團則將魯夫送到夏波地諸島附近的海上，之後魯夫便自行搭著九蛇海賊團準備的小船抵達夏波帝諸島）。當海軍艦隊準備捉拿魯夫等人的時候，漢考克率領九蛇海賊團為草帽海賊團阻擋海軍的攻勢，海軍雖然對漢考克掩護草帽海賊團的行為感到不滿，卻還是被漢考克迷得神魂顛倒。
多雷斯羅薩事件落幕後，漢考克閱報獲知魯夫等人賞金再度提升，唐吉訶德·多佛朗明哥被魯夫和羅的聯盟擊潰的消息，還特地將魯夫的照片放大貼在九蛇島的宮殿牆外以茲紀念。世界政府發布廢除王下七武海制度的消息後，漢考克對海軍艦隊的圍捕不以為意，對自身實力極具自信，要求部下們別慌張。儘管漢考克堅守亞馬遜百合一度佔據優勢，然而亞馬遜百合陸續在海軍和黑鬍子海賊團的圍攻中遭受嚴重破壞，其中海軍還投入了新型的和平主義者「熾天使」助戰，而作為海軍和談代表的克比提出只要漢考克跟著他離開就會讓海軍撤離的交換條件，但漢考克仍堅持留守當地，並石化大量進犯島上的海軍及黑鬍子幹部，正當黑鬍子為了奪取漢考克的能力準備對其不利時，雷利帶著前九蛇海賊團長夏克雅克及時趕到，雷利向漢考克提出解除海軍與黑鬍子幹部石化的要求，作為讓海軍與黑鬍子海賊團撤離亞馬遜百合的交換條件。

## 備註
1. ↑  92音同日文的「九蛇」，「九（く）」=9、「蛇（じゃ）」=2（から）。
2. ↑  為第一部最年輕的七武海成員，後由於托拉法爾加·羅於頂點戰爭結束兩年後成為新任七武海，遂變成第二年輕的七武海成員，但多雷斯羅薩事件結束後，羅的七武海稱號被褫奪，使其再度為最年輕的七武海成員。